# Ivano-frankivska oblast
Ivano-frankivska oblast (ukrajinsko Івано-Франківська область), pogovorno tudi Ivano-frankivščina ali samo Frankivščina (ukrajinsko Івано-Франківщина, Франківщина) je oblast na zahodu Ukrajine. Njeno upravno središče je mesto Ivano-Frankivsk.
Na jugozahodu meji z Zakarpatsko oblastjo, na zahodu in severu z Lvovsko oblastjo, na vzhodu s Ternopilsko oblastjo, na jugovzhodu s Črnoviško oblastjo, na jugu pa ima kratko državno mejo z Romunijo. Sever in vzhod oblasti predstavlja ravninsko Vzhodnoevropsko nižavje, medtem ko se na zahodu in jugu dvigajo Karpati.
Oblast zajema del zgodovinske pokrajine Galicije, natančneje regijo, znano kot Prikarpatje. Nekdaj avstro-ogrsko ozemlje je po prvi svetovni vojni pripadlo Poljski. Današnja upravna enota, tedaj imenovana Stanislavska oblast, je bila ustanovljena po sovjetski aneksiji vzhodne Poljske novembra 1939 iz večjega dela dotedanjega Stanisławowskega vojvodstva. Leta 1962 se je mesto Stanislavov preimenovalo v Ivano-Frankovsk po Ivanu Franku, z njim pa je ime spremenila tudi oblast.

## Upravne delitve
Pred reformo julija 2020 se je oblast delila na 14 rajonov in šest mest oblastnega pomena, podrejenih neposredno oblastni vladi.
Od oktobra 2020 oblast vsebuje šest rajonov:
| Rajon                  | Upravno središče | Površina (km²) | Prebivalstvo (2021) | Št. gromad |
| ---------------------- | ---------------- | -------------- | ------------------- | ---------- |
| Verhovinski rajon      | Verhovina        | 1271,7         | 30 399              | 3          |
| Ivano-frankivski rajon | Ivano-Frankivsk  | 3913,1         | 558 130             | 20         |
| Kaluški rajon          | Kaluš            | 3555           | 282 692             | 13         |
| Kolomijski rajon       | Kolomija         | 2484,5         | 275 512             | 13         |
| Kosivski rajon         | Kosiv            | 853,7          | 84 437              | 5          |
| Nadvirnski rajon       | Nadvirna         | 1872           | 129 939             | 8          |

## Prebivalstvo
Ob ukrajinskem popisu prebivalstva leta 2001 se je 97,5 % prebivalcev Zaporoške oblasti opredelilo za Ukrajince, preostanek so predstavljali večinoma Rusi (1,8 %), Poljaki in Belorusi (po 0,1 %).